# Ludvika
Ludvika é uma cidade sueca situada no sul da província histórica da Dalecárlia, no atual condado de Dalarna.

Tem cerca de 14 mil habitantes, e é sede do município de Ludvika.